# Onthophagus brachypterus
Onthophagus brachypterus là một loài bọ cánh cứng trong họ Bọ hung (Scarabaeidae).